# 藤原豊仲
藤原 豊仲（ふじわら の とよなか、生没年不詳）は、平安時代初期の貴族。藤原式家、右京大夫・藤原菅継の孫。周防守・藤原真野麻呂の子。官位は従五位上・右近衛少将。

## 経歴
仁明朝初頭の承和2年（835年）従五位下に叙爵する。承和12年（845年）右近衛少将に任ぜられ、翌承和13年（846年）美濃介を兼ねるが、同年中に少将を去ったとみられる。時期は明らかでないが、位階は従五位上に至った。

## 官歴
『続日本後紀』による。
- 時期不詳：正六位上
- 承和2年（835年） 正月7日：従五位下
- 承和12年（845年） 7月3日：右近衛少将
- 承和13年（846年） 正月13日：兼美濃介。7月27日：止少将?[1]
- 時期不詳：従五位上[2]

## 系譜
『尊卑分脈』による。
- 父：藤原真野麻呂
- 母：中臣継丸の娘
- 生母不詳の子女
  - 男子：藤原真常
  - 男子：藤原藤宗
  - 男子：藤原秀行